# 許成
许成（？—1832年），原籍福建，后移居台湾凤山县（今高雄市），清代中期台湾农民起义军将领。
道光十二年（1832年）十月十日，许成响应张丙之约，在凤山县观音山起事反清，尊张丙为首领，用天运年号，以欧先为军师，柯绅庇为先锋，阻截运往府城的粮米，以响应张丙。十月十四日，率军攻打阿公店，没有成功。再攻破罗汉门，十月三十日围攻凤山县城，夜间纵火逼进县署，但是因为受阻所以撤围。十二月七日，清朝福建陆路提督马济胜率军至凤山镇压。许成率军迎击于三湳沟，寡不敌众，战败被俘杀。 